# Rio Lambari
Der Rio Lambari ist ein etwa 37 km langer rechter Nebenfluss des Rio Tibaji im Nordosten des brasilianischen Bundesstaats Paraná.

## Etymologie
Lambari ist die portugiesische Bezeichnung für Fische der Gattung Astyanax, die in brasilianischen Gewässern verbreitet vorkommen.

## Geografie

### Lage
Das Einzugsgebiet des Rio Lambari befindet sich auf dem Segundo Planalto Paranaense (Zweite oder Ponta-Grossa-Hochebene von Paraná).

### Verlauf
Sein Quellgebiet liegt im Munizip Sapopema auf 943 m Meereshöhe in den Ausläufern der Serra São João etwa 3 km östlich der Ortschaft Lambari in der Nähe der PR-090 (Estrada do Cerne). Der Ursprung liegt unmittelbar an der Estrada Pico Agudo, die in Richtung Südwesten zum 1.170 m hohen Gipfel Pico Agudo de Sapopema in der Bergkette zwischen Rio Lambari und Ribeirão Esperança führt.
Der Fluss verläuft generell in südwestlicher Richtung. Er mündet auf 496 m Höhe von rechts in den Rio Tibaji. Er ist etwa 37 km lang.

### Munizipien im Einzugsgebiet
Der Rio Lambari verläuft von der Quelle bis zur Mündung vollständig innerhalb des Munizips Sapopema.

### Nebenflüsse
Nennenswert ist nur der Bach Água das Araras, der etwa 22 km unterhalb der Quelle von links in den Rio Lambari mündet.  